# Andreas Jäger (Verwaltungsjurist)
Andreas Jäger (* 28. Dezember 1902 in Weisbrunn (Eltmann) im Landkreis Haßberge in Bayern; † nach 1967) war ein deutscher Landrat und Oberstadtdirektor von Bamberg.

## Leben
Nach dem Besuch des Röntgen-Gymnasiums Würzburg und dem Abitur am Franz-Ludwig-Gymnasium Bamberg absolvierte Andreas Jäger in den Jahren von 1923 bis 1927 ein Studium der Rechtswissenschaften an der Julius-Maximilians-Universität Würzburg, wo er Mitglied in der katholischen Studentenverbindung Normannia war. Nach der ersten juristischen Staatsprüfung folge der dreijährige Vorbereitungsdienst (Referendariat), der mit dem Großen juristischen Staatsexamen im Jahre 1930 abschloss. Mit der Dissertation „Die Einlegung und Begründung der Revision im deutschen Reichsstrafprozesse“ promovierte er am 15. April 1929 zum Dr. jur. Nachdem er zunächst als juristischer Hilfsarbeiter in einem Anwaltsbüro in Würzburg beschäftigt war, fand er zum 1. November 1930 eine Anstellung als Assessor bei der Regierung von Unterfranken. Jäger wechselte 1933 zum Bezirksamt Griesbach, wo er zum Regierungsrat ernannt wurde. Vom Bezirksamt Nürnberg kam er 1938 vorübergehend als Stellvertreter des Bezirksamtsvorstands nach Rothenburg ob der Tauber und vom 22. Januar 1939 ab nach Uffenheim. Am 11. Juni 1939 zum kommissarischen Landrat in Schrobenhausen ernannt, war er vom Jahresbeginn 1940 bis Mai 1945 definitiv mit der Leitung des Landratsamtes Schrobenhausen beauftragt. Am 24. Juni 1942 folgte eine Abordnung zum Landratsamt Aichach. Nach seiner Entfernung aus dem Dienst wurde Jäger bis zum 15. November 1947 interniert. Im Entnazifizierungsverfahren wurde er durch die Lagerspruchkammer Regensburg als entlastet eingestuft. So nahm er wieder eine Tätigkeit im öffentlichen Dienst auf und wurde am 1. August 1948 Rechtsrat bei der Stadtverwaltung Bamberg und später noch Oberstadtdirektor. Zum 1. Januar 1968 ging Jäger in den Ruhestand. 
Er war zum 1. Mai 1935 in die NSDAP eingetreten (Mitgliedsnummer 3.608.944), wo er Kreisamtsleiter in Griesbach und Schrobenhausen war.